# Utica (címzetes püspöki szék)
Az uticai címzetes püspöki szék az ókori föníciai, rég elpusztult Utica városához köthető, amit címzetes püspöki székként élesztették újjá. Jelenlegi címzetes püspöke 2024. július 29. óta Philippe Curbelié, a  Hittani Kongregáció államtitkára.

## Püspökei
Az ókorban többek közt  Szent Viktor és Szent Kvadrát volt a püspöke.

### Címzetes püspökök
- Pedro del Campo † (1516. július 4. –?)
- Pedro Carmelet, O.S.A. † (1517. június 3. –?)
- Kongói Henrik † (1518. május 5. –?)
- Keresztelő János, O.P. † (1542 körül -?)
- Domingo Romeo, O.P. † (1544 kinevezés – 1563. január 5. meghalt)
- Antonio García de Valtorres, O.Cist. † (1564. március 22. -?)
- Marcantonio Oradino † (1565. október 26. –?)
- Giovanni Battista Maremonti † (kinevezése 1567. március 17. – 1577. augusztus 14. kinevezve Sora püspökévé)
- Felice Ambrosino † (1578. július 4. -?)
- Malaquías Asso, O.Cist. † (1591. július 19. – kinevezés: 1594. május 23., Jaca püspöke)
- Francisco Ugarte, O.Cist. † (1606. október 23-án kinevezve – 1617-ben meghalt)
- García Gil Manrique † (kinevezése 1618. március 5. – 1627. augusztus 30. kinevezve Girona püspökévé)
- Alonso Godina † (1629. augusztus 20. kinevezés – 1630. február 28. meghalt)
- Martino Bonacina † (1631. május 26. kinevezés – 1631. június 9. meghalt)
- Juan Arroyo † (1654. december 7. kinevezés – 1656. december 16. meghalt)
- Diego de Gatica, O. de M. † (1658. július 29. kinevezés – 1667. április 17. meghalt)
- Giovanni Riquelme † (1668. szeptember 17. kinevezés – 1671. február 22. meghalt)
- Melchior de Escuda † (1671. augusztus 24. kinevezés – 1680. február 6. meghalt)
- Johann Daniel von Gudenus † (1680. április 29. kinevezés – 1694. február 11. meghalt)
- Joachimus Skirmunt † (1701. augusztus 8. –? Meghalt)
- Stanisław Józef Hozjusz † (kinevezése 1718. december 5. – 1720. szeptember 16. kinevezve, Wenden püspökévé)
- Henricus Howard † (1720. szeptember 30. kinevezés – 1720. december 2. meghalt)
- François Louis Sanguessa, O.F.M. † (1721. május 28. kinevezve – 1722. április 9. Roermond koadjutor püspöke)
- Jean-Baptiste-Frézal Charbonnier, M.Afr. † (1887. január 14. kinevezés – 1888. március 16. meghalt)
- Léonce Bridoux, M.Afr. † (1888. június 15. kinevezés – 1890. október 20. meghalt)
- Adolphe Lechaptois, M.Afr. † (1891. június 19. kinevezés – 1917. november 30. meghalt)
- Emile-Fernand Sauvant, M.Afr. † (1921. július 8. kinevezés – 1939. december 19. meghalt)
- Giuseppe Stella † (1943. november 13. - 1945. szeptember 7. Luni o la Spezia, Sarzana és Brugnato püspökévé nevezték ki)
- Paul-Marie-Maurice Perrin † (kinevezése 1947. június 7. – 1953. október 29. kinevezve, karthágói érsek)
- Giuseppe Garneri † (1954. március 25. kinevezés – 1954. július 2. Susa püspökévé)
- Oronzo Caldarola † (1954. november 27. kinevezés – 1963. február 6. meghalt)
- Guido Maria Casullo † (1963. február 11. kinevezés – 1978. május 26. lemondott)
- Jean Yves Marie Sahuquet † (1978. december 11. – 1985. május 15. Tarbes és Lourdes koadjutor püspökévé nevezték ki)
- Léon Hégelé † (1985. szeptember 9. kinevezés – 2014. február 11. meghalt)
- Nicolò Anselmi (2015. január 10. – 2022. november 17. Rimini püspöke)
- Philippe Curbelié, 2024. július 29-től